# Hans Wolfgang Brachinger
Hans Wolfgang Brachinger (* 4. Oktober 1951 in München; † 30. Oktober 2011 in Tafers) war ein deutsch-schweizerischer Mathematiker, der sich vor allem mit Statistik beschäftigte. Er war ordentlicher Professor für Wirtschaftsstatistik und Vizerektor an der Universität Freiburg in der Schweiz sowie Direktor des Forschungszentrums für Wirtschaftsstatistik (CEStat.ch).

## Leben
Brachinger studierte Mathematik an der Ludwig-Maximilians-Universität München, der University of California, Berkeley und der Universität Regensburg. Nach seinem Abschluss 1977 war er bis 1985 Wissenschaftlicher Angestellter an der Wirtschaftswissenschaftlichen Fakultät der Eberhard Karls Universität Tübingen, von 1985 bis 1989 Akademischer Rat. 1982 wurde er in Tübingen mit einer Arbeit über die Nutzung Weicher Modelle im Bereich der Statistik und Ökonometrie zum Dr. rer. pol. promoviert. 1989 habilitierte er sich mit der Schrift Entscheiden bei Risiko. Eine entscheidungstheoretische Fundierung des sensitivitätsanalytischen Ansatzes zur Entscheidungsfindung bei Unsicherheit für die Fächer Statistik und Ökonometrie an der Universität Tübingen.
1989 erhielt er einen Ruf als Professor für Statistik und Quantitative Methoden an die Katholische Universität Eichstätt-Ingolstadt, 1990 wechselte er als Professor für Statistik für Psychologen an die Universität Konstanz. Ab 1991 war Brachinger ordentlicher Professor und Direktor des Seminars für Statistik, Wirtschafts- und Sozialwissenschaftliche Fakultät, Universität Freiburg (Schweiz). Neben seiner Tätigkeit an der Universität Freiburg, Schweiz leitete Brachinger ab 2008 den Studiengang „Bachelor Wirtschaftswissenschaften“ der Institution Universitäre Fernstudien Schweiz.
Brachinger hatte Gastprofessuren am Haverford College, Pennsylvania, USA (1984), an der Universität Dortmund (1995), an der Philipps-Universität Marburg (1997–1998) sowie der Universität Zürich (1999–2001) inne.

## Wirken
Brachinger engagierte sich zudem an der Universität Fribourg und war unter anderem von 1992 bis 1999 Vizedekan und von 1999 bis 2003 Vizerektor der Universität. Brachinger war ab 2001 Vorsitzender des Gutachtergremiums des „Gerhard-Fürst-Preises“ des Statistischen Bundesamtes der Bundesrepublik Deutschland und ab 2004 Präsident der schweizerischen Kommission für die Bundesstatistik. Weiter war Brachinger ab 2007 Herausgeber der wissenschaftlichen Zeitschrift AStA Wirtschafts- und Sozialstatistisches Archiv der Deutschen Statistischen Gesellschaft. Er war von 1996 bis 2002 Präsident der Schweizerischen Gesellschaft für Volkswirtschaft und Statistik. Er war Mitglied in zahlreichen wissenschaftlichen Gesellschaften wie dem International Statistical Institute. Ab 2001 war er Ehrenmitglied der katholischen Studentenverbindung K.D.St.V. Teutonia Fribourg im CV.
Im Jahr 2007 gründete Brachinger das Forschungszentrum für Wirtschaftsstatistik (CEStat.ch) in Freiburg im Uechtland, welches Firmen in statistischen Fragen berät.
2009 wurde Brachinger in Tafers eingebürgert.

### Forschungsthemen
Brachinger publizierte wissenschaftliche Aufsätze und Arbeiten zu folgenden Forschungsthemen:
- Theorie und Praxis von Preisindizes, insbesondere hedonische Methoden
- Messung der wahrgenommenen Inflation: Brachinger entwickelte den Index der wahrgenommenen Inflation
- Geschlechtsspezifische Unterschiede in Risikowahrnehmung, -einstellung und -verhalten
- Schließen unter Unsicherheit, insbesondere Modellierung von Entscheidungsheuristiken
- Entscheidungen bei Ambiguität, insbesondere Modellierung der Risikowahrnehmung

## Veröffentlichungen (Auswahl)

### Als Autor
- Robuste Entscheidungen. Optimale Auswahl im Rahmen weicher Modelle, Springer 1982, ISBN 3540129499
- Mit Eberhard Schaich: Studienbuch Ökonometrie. Springer, Berlin / Heidelberg 1990, ISBN 3-540-52199-2, doi:10.1007/978-3-642-75441-8.
- Indizes – Status quo und europäische Zukunft, Statistisches Bundesamt 1995, ISBN 3824604671
- Mit Friedmann Ost: Modelle mit latenten Variablen: Faktorenanalyse, Latent-Structure-Analyse und LISREL-Analyse. In: Ludwig Fahrmeir, Alfred Hamerle, Gerhard Tutz (Hrsg.): Multivariate Statistische Verfahren. 2. Auflage. Walter de Gruyter, Berlin 1996, ISBN 978-3-11-013806-1, S. 639–766, doi:10.1515/9783110816020-013.
- Mit Renate Schubert, Martin Brown und Matthias Gysler: Financial Decision-Making: Are Women Really More Risk-Averse? In: American Economic Review. Band 89, Nr. 2, 1999, S. 381–385.
- Der Euro als Teuro? Die wahrgenommene Inflation in Deutschland. In: Wirtschaft und Statistik. Band 9, 2005, S. 999–1013.
- Statistik zwischen Lüge und Wahrheit. Zum Wirklichkeitsbezug wirtschafts- und sozialstatistischer Aussagen. In: AStA Wirtschafts- und Sozialstatistisches Archiv. Band 1, 2007, S. 5–26, doi:10.1007/s11943-007-0001-z.
- A New Index of Perceived Inflation: Assumptions, Method and Application to Germany in Journal of Economic Psychology, Band 29, Nr. 4 (2008), S. 433–457.

### Als Herausgeber
- Mit Alfred Hamerle, Ralf Münnich, Walter Schweitzer (Hrsg.): Wirtschaftsstatistik. Festschrift zum 65. Geburtstag von Professor Dr. Dr. h. c. mult. Eberhard Schaich. Verlag Vahlen, München 2006, ISBN 3-8006-3289-6.